# Dręstwo (jezioro)
Dręstwo – jezioro w Polsce, położone województwie podlaskim, w powiecie augustowskim, w gminie Bargłów Kościelny, na południowy wschód od Rajgrodu.

## Opis
Jezioro leży w strefie krajobrazu nizinnego, pagórkowatego pojeziernego, przechodzącego od południowego krańca w krajobraz sandrowy pojezierny. Przez jezioro przepływa rzeka Jegrznia.

## Nazwa
Najstarsze poświadczenie o jeziorze Dręstwo (Gransten) pochodzi z 1405 roku. Jest to ułomnie zapisana hybryda polsko-niemiecka. Gerulius pomija tę nazwę. Można zatem przypuszczać, że uznał ją za słowiańską. Jej etymologię objaśnia Elżbieta Borysiak, wypowiadając ponowioną nazwę od nazwy jeziora nazwę miejscową od prasłowiańskiego dręgy, dręga – to co drga, trzęsie się.

## Dane morfometryczne
Powierzchnia zwierciadła wody według różnych źródeł wynosi od 549,0 ha do 504,2 ha. Zwierciadło wody położone jest na wysokości 114,8-114,9 m n.p.m. lub 114,7 m n.p.m. Średnia głębokość jeziora wynosi 8,5 m, natomiast głębokość maksymalna 25,0 m.
Długość linii brzegowej misy jeziora wynosi 17 850 m. Zlewnia całkowita zajmuje obszar 837,3 km², a bezpośrednia 17,6 km². Około 5,6% lustra wody stanowią rośliny wynurzone, a około 22,2% roślinność o liściach pływających i zanurzonych. Linię brzegową jeziora stanowią pola uprawne i zabagnione łąki oraz niewielkie obszary leśne.

## Przyroda
Jest to zbiornik o typie rybackim sielawowym, w którym najczęściej występują: sielawa, stynka, ukleja, sieja, płoć, leszcz, okoń, węgorz, szczupak.

## Tyrystyka
Nad jeziorem znajduje się baza wypoczynkowa: Ośrodek wypoczynkowy „Relaks” w Rybczyźnie/Budach, Ośrodek Kolonijno-Obozowy T.P.D. w Woźnejwsi oraz prywatne domki letniskowe.

## Hydronimia
Według urzędowego spisu opracowanego przez Komisję Nazw Miejscowości i Obiektów Fizjograficznych (KNMiOF) nazwa tego jeziora to Dręstwo. W różnych publikacjach i na mapach topograficznych jezioro to występuje pod nazwą Dreństwo lub też Rybczyzna.